# Sácadas de Argos
Sácadas de Argos era un músico de Grecia que interpetaba el aulós, un instrumento de viento con dos salidas en lugar de una. Sácadas ganó una competición musical en los Juegos Píticos en 586 a. C., con su composición Nomos Pythicos, hecha para interpretarse con aulós, que narraba la batalla entre Apolo y Pitón. Este hecho da conocimiento sobre el uso del aulos como instrumento de solo, y esta es una de las fuentes primarias conocidas como la música programática.